# Olga Costa
Olga Costa, nome artístico de Olga Kostakowsky Fabricant. (Leipzig, 28 de agosto de 1913 – Guanajuato, 28 de junho de 1993) foi uma pintora e promotora cultural mexicana. Ela começou a estudar arte na Academia de San Carlos, mas saiu depois de apenas três meses para ajudar a sustentar sua família. No entanto, ela conheceu seu marido, o artista José Chávez Morado durante esse tempo. Seu casamento com ele a envolveu na cena cultural e intelectual do México e ela começou a desenvolver sua habilidade de pintar por conta própria, com o incentivo de seu marido. Ela teve inúmeras exposições de seu trabalho no México, com seu trabalho também enviado para ser vendido nos Estados Unidos. Ela também se envolveu na fundação e desenvolvimento de várias galerias, sociedades culturais e três museus no estado de Guanajuato. Ela recebeu o Prêmio Nacional de Ciências e Artes, entre outros, por seu trabalho.